# Owen Jones (escritor)
Owen Jones (Sheffield, 8 de agosto de 1984) es un comentarista, columnista y escritor británico. 

## Biografía
Jones nació en Sheffield y se crio en Stockport, Gran Mánchester. Es hijo de un trabajador de la autoridad local y una profesora. Fue a la Bramhall High School y al  Cheadle and Marple Sixth Form College para más tarde asistir a la University College en Oxford, donde estudió historia y consiguió un Master of Arts en historia de Estados Unidos. Antes de convertirse en periodista y escritor desempeñó labores de investigación y colaboración con el Partido Laborista. Reside en Londres. Es aliado de movimientos feministas y de ideas republicanas.

## La demonización de la clase obrera
Jones se dio a conocer al gran público con la publicación de su primer libro Chavs: la demonización de la clase obrera, en 2011, donde denunciaba el estereotipo negativo al que ha sido reducida la clase obrera por parte de la élite política y los medios de comunicación, aparatos ideológicos que han intentado condenar a la clase trabajadora a costa del mito del mérito individual. «Chav» es un vocablo inglés que hace referencia a personas de clases humildes y a menudo jóvenes, muy de moda en cuanto a su utilización cuando Jones escribió su obra. Según precisa en la introducción del libro, el momento en el que fue consciente de esta situación fue cuando, en una reunión de amigos, escuchó: «Qué lástima que cierre Woolworth's. ¿Dónde van a comprar todos los chavs sus regalos navideños?». Esta frase, emitida en un ambiente progresista de jóvenes de clase media, fue considerada por el autor como un ejemplo de hasta qué punto la demonización de la clase trabajadora había penetrado en gran parte de la sociedad británica desde tiempos del thatcherismo.
Su obra Chavs fue incluida por The New York Times en la lista de los diez mejores libros de no ficción de 2011. Ese mismo año Jones fue incluido por The Daily Telegraph entre los 100 pensadores más influyentes en la izquierda de 2011.
En declaraciones hechas en 2014, Jones considera que las cosas han empeorado ya que la demonización de la clase obrera no ocurre sólo en el Reino Unido, también en otros países y está directamente relacionada con la desigualdad de ingresos provocada por la oligarquía política y financiera. Cuando la izquierda reclama más impuestos a los ricos, los medios de comunicación rebaten la idea fomentando la envidia y negando la existencia de la clase obrera.

## En la izquierda política británica

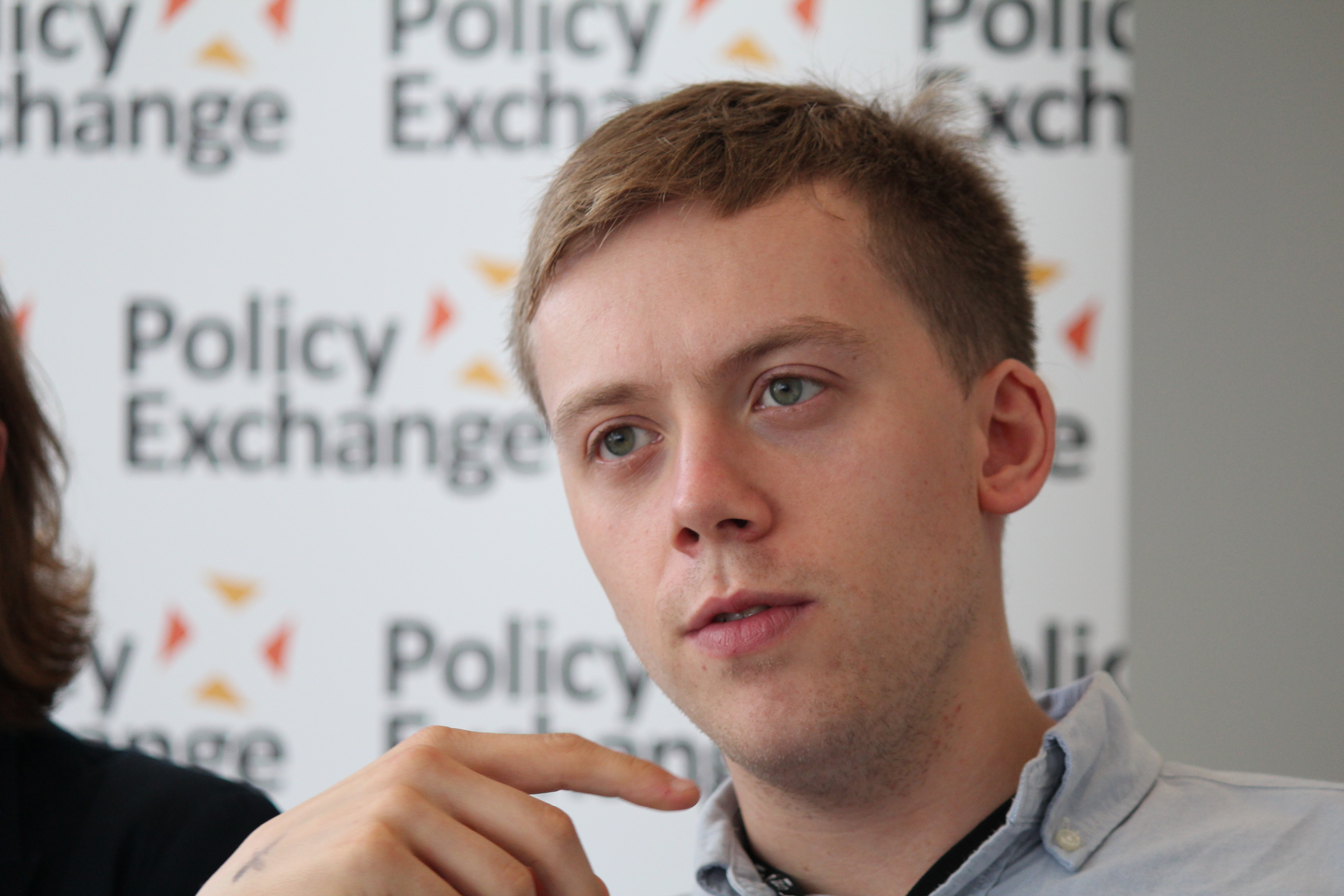
Owen Jones en 2013

Jones está considerado un importante personaje dentro de la izquierda política británica. The Daily Telegraph lo colocó en 2013 como el séptimo autor más influyente dentro de la izquierda en Reino Unido.  El blog político de tendencia izquierdista, Left Foot Forward, nombró a Jones como el comentarista más influyente de la izquierda británica para 2013 a partir de una votación de sus propios lectores.
Respecto a la Unión Europea, Jones ha variado su postura. Aunque inicialmente era cercano a posturas euroescépticas favorables a la salida del Reino Unido de la Unión y considera que los tratados y directrices de esta estarían encaminados «a promover el libre mercado y la privatización de los servicios y bienes públicos», posteriormente ha adoptado posturas favorables a la permanencia del Reino Unido en esta, siempre que se promueva, en colaboración con otros grupos, su democratización. Jones es también partidario de una «Irlanda Unida» y al respecto participó en una escuela de verano en Irlanda del partido Sinn Féin en julio de 2015. En las elecciones primarias del Partido Laborista de ese mismo año, hizo campaña a favor de Jeremy Corbyn, miembro del Parlamento británico y del ala izquierda del partido, quien resultó elegido nuevo líder de los laboristas y de la oposición.

## Obra
- 2011 - Chavs: The Demonization of the Working Class

- Chavs: la demonización de la clase obrera (Íñigo Jaúregui, trad.), Editorial Capitán Swing.

- 2014 - The Establishment: And how they get away with it, Ed. Allen Lane

- El Establishment (La casta al desnudo) (Javier Calvo Perales, trad.), Editorial Seix Barrall.